# Marcusenius cyprinoides
Marcusenius cyprinoides és una espècie de peix pertanyent a la família dels mormírids i a l'ordre dels osteoglossiformes.

## Etimologia
Marcusenius fa referència a l'alemany Johann Marcusen (el primer ictiòleg a estudiar els mormírids de forma sistemàtica), mentre que l'epítet cyprinoides al·ludeix a la seua semblança amb una carpa o un ciprínid.

## Descripció
Fa 33 cm de llargària màxima i 458 g de pes. Absència d'espines a les aletes dorsal i anal. 25-31 radis a l'única aleta dorsal i 31-37 a l'anal. Aleta dorsal lleugerament darrere de l'origen de l'anal. Perfil dorsal del cap clarament convex. Aleta caudal forcada. Boca terminal. 75-86 escates a la línia lateral i 16-16 al voltant del peduncle caudal. Sense barbetes sensorials ni aleta adiposa. Posseeix un òrgan elèctric capaç de produir descàrregues febles.

## Reproducció
Té lloc durant la temporada d'inundacions a les planes d'inundació.

## Alimentació
És un depredador bentònic que es nodreix principalment d'insectes, crustacis, detrits, cucs anèl·lids i matèria vegetal.

## Hàbitat i distribució geogràfica
És un peix d'aigua dolça, demersal, potamòdrom i de clima tropical, el qual viu a Àfrica: els rius, llacunes i llacs de les conques dels rius Nil (des del delta fins al Nil Blanc, el Nil Blau i el llac Nasser), Níger, Bénoué i Chari, incloent-hi Egipte, el Sudan, el Sudan del Sud, Etiòpia, el Txad, el Níger, Nigèria, Guinea i el Camerun.

## Observacions
És inofensiu per als humans, nocturn, el seu índex de vulnerabilitat és de baix a moderat (34 de 100) i té valor comercial. Les seues principals amenaces a l'Àfrica Occidental són la desforestació i les sequeres, mentre que a l'Àfrica del Nord ho són la construcció de preses, la contaminació de l'aigua, l'extracció d'aigües subterrànies i les secades.